# Charles Millon (philosophe)
Pour les articles homonymes, voir Charles Millon et Millon.
Charles Millon, né à Liège (Pays-Bas, aujourd'hui Belgique) le 13 septembre 1754 et décédé à Paris le 21 juillet 1839, est un professeur d'université et philosophe français. 

## Biographie
Charles Millon vient à Paris en 1774 pour faire de la littérature ; il devient sous-bibliothécaire du Prince de Condé. En 1800, il accède aux fonctions de professeur de législation et de langues anciennes à l'École centrale du Panthéon. Il devient par la suite professeur de philosophie au lycée Charlemagne (1809), puis professeur adjoint de philosophie à la Faculté des lettres de Paris (1809) en remplacement d'Emmanuel de Pastoret. Son statut de professeur titulaire est officialisé à la démission de celui-ci (1811) ; Charles Millon est alors chargé d'encadrer la chaire d'histoire de la philosophie ancienne. Il est admis à la retraite en 1830.
En dehors du versant universitaire, Charles Millon est embastillé puis relâché en 1783 ; il quittera la France pour l'Allemagne au début de la Révolution. C'est un homme de lettres et journaliste, qui collabore notamment à l'Esprit des journaux (1775-1793). 

## Œuvres
Parmi les ouvrages écrits par Charles Millon figurent : 
- L'Éventail, poème en 4 chants (1761)
- Le Cri du cœur ou Étrennes liégeoises (1785)
- Histoire de la révolution et de la contre-révolution en Angleterre (1799)
- Élémens de l'histoire d'Angleterre (1800)
- Politique (1803, avec Charles Millon comme traducteur)